# كارل ماروتي
كارل ماروتي هو ممثل كندي، ولد في 25 فبراير 1959 في كندا.

## وصلات خارجية
- كارل ماروتي على موقع IMDb (الإنجليزية)
- كارل ماروتي على موقع ألو سيني (الفرنسية)
- كارل ماروتي على موقع أول موفي (الإنجليزية)
- كارل ماروتي على موقع قاعدة بيانات الأفلام السويدية (السويدية)
- كارل ماروتي على موقع قاعدة بيانات الفيلم (الإنجليزية)
- كارل ماروتي على موقع كينوبويسك (الروسية)